# 瀛洲章氏宗祠
瀛洲章氏宗祠，为章姓祠堂，位于安徽绩溪县瀛洲镇瀛洲村。咸丰年间毁于兵燹。1915年重建，1919年竣工。该祠七开间，进深60米，阔20米，面积1200平方米。
2019年3月28日，瀛洲章氏宗祠公布为第八批安徽省文物保护单位。